# Cantone di Graçay
Il Cantone di Graçay era una divisione amministrativa dell'arrondissement di Vierzon.
A seguito della riforma approvata con decreto del 21 febbraio 2014, che ha avuto attuazione dopo le elezioni dipartimentali del 2015, è stato soppresso.

## Composizione
Comprendeva i comuni di:
- Dampierre-en-Graçay
- Genouilly
- Graçay
- Nohant-en-Graçay
- Saint-Georges-sur-la-Prée
- Saint-Outrille